# Chet Holmgren
Chet Thomas Holmgren (ur. 1 maja 2002 w Minneapolis) – amerykański koszykarz, występujący na pozycjach silnego skrzydłowego lub środkowego, obecnie zawodnik Oklahoma City Thunder.
W 2021 został wybrany najlepszym koszykarzem szkół średnich w Stanach Zjednoczonych (Gatorade National Player of the Year, Naismith Prep Player of the Year, Morgan Wootten National Player of the Year, Sports Illustrated All-American Player of the Year, MaxPreps National Player of the Year, McDonald's All-American Player of the Year) oraz w stanie Minnesota (Minnesota Mr. Basketball). Wystąpił też w meczach wschodzących gwiazd – McDonald’s All-American, Jordan Brand Classic i Nike Hoop Summit.

## Osiągnięcia
Stan na 4 czerwca 2024, na podstawie, o ile nie zaznaczono inaczej.

### NCAA
- Uczestnik rozgrywek Sweet 16 turnieju NCAA (2022)
- Mistrz:
  - turnieju konferencji West Coast (WCC – 2022)
  - sezonu zasadniczego WCC (2022)
- Obrońca roku WCC (2022)
- Najlepszy nowo przybyły zawodnik WCC (2022)
- Zaliczony do:
  - I składu:
    - WCC (2022)
    - turnieju WCC (2022)
    - debiutantów WCC (2022)

  - II składu All-American (2022)
  - III składu All-American (2022 przez USBWA, NABC, Sporting News)
- Lider WCC w:
  - średniej:
    - zbiórek (2022 – 9,9)
    - bloków (2022 – 3,66)

  - liczbie:
    - zbiórek (2022 – 317)
    - bloków (2022 – 117)

  - skuteczności rzutów z gry (2022 – 60,7%)
- Najlepszy pierwszoroczny zawodnik tygodnia WCC (15.11.2021, 22.11.2021, 29.11.2021, 6.12.2021, 16.01.2022, 24.01.2022, 31.01.2022, 7.02.2022, 21.02.2022)

### NBA
- Zaliczony do I składu debiutantów NBA (2024)[8]
- Zwycięzca mini turnieju Panini Rising Stars (2024 – Team Jalen)[9]

### Reprezentacja
- Mistrz świata U–19 (2021)
- MVP mistrzostw świata U–19 (2021)
- Zaliczony do I składu turnieju mistrzostw świata U–19 (2021)